# Arnold Verruijt
Arnold Verruijt  (* 27. April 1940 in Alphen aan den Rijn; † vor oder am 11. August 2022) war ein niederländischer Geotechniker.

## Werdegang
Verruijt promovierte 1969 bei Gerard de Josselin de Jong an der TU Delft (Stresses due to gravity in an elastic halfplane with notches or mounds) und war dort ab 1975 Professor für Bodenmechanik. Inzwischen ist er emeritiert.
Verruijt beschäftigte sich insbesondere mit Konsolidierung (wo er die Erweiterbarkeit der Theorie von Biot auf kompressible Flüssigkeiten zeigte und damit ein nicht erwartetes Phänomen bei der Trinkwassergewinnung in Noordbergum erklären konnte, wo bei Inbetriebnahme eines Brunnens die Porenwasserdrucke anstiegen), Grundwasserfluss (wo er unter anderem einen Flushing Effect an der Grenzfläche zweier Flüssigkeiten im Grundwasser fand, wie sie zum Beispiel in den niederländischen Küstenregionen auftreten zwischen salzigem und normalem Grundwasser), Bodendynamik und numerischer Modellierung und analytischen Lösungen in der Geotechnik. Er entwickelte früh geotechnische Software.
Er war Offizier des Königlich Niederländischen Ordens von Oranje-Nassau und Mitglied der Königlich-Niederländischen Akademie der Wissenschaften. 2014 erhielt er die Maurice A. Biot Medal.
Zu seinen Schülern zählen René de Borst und Pieter A. Vermeer.

## Schriften
- Groundwater Flow, London, Macmillan 1970, 2. Auflage 1982
- An introduction to soil dynamics, Springer 2010
- Computational Geomechanics, Kluwer 1995
- mit Jacob Bear Modelling groundwater flow and pollution, Dordrecht, Reidel 1985